# Wiek przedprodukcyjny
Wiek przedprodukcyjny – przedział wiekowy przyjęty w statystyce dla potrzeb ekonomii.
Według metodyki Głównego Urzędu Statystycznego w wieku przedprodukcyjnym znajdują się mężczyźni i kobiety poniżej 18. roku życia.